# Comuna Baranînți, Ujhorod
Baranînți (în ucraineană Баранинці) este o comună în raionul Ujhorod, regiunea Transcarpatia, Ucraina, formată din satele Baranînți (reședința), Barvinok, Dovhe Pole și Pidhorb.

## Demografie
Componența lingvistică a comunei Baranînți
     Ucraineană (95,67%)
     Maghiară (2,88%)
     Rusă (1,22%)
     Alte limbi (0,13%)
Conform recensământului din 2001, majoritatea populației comunei Baranînți era vorbitoare de ucraineană (95,67%), existând în minoritate și vorbitori de maghiară (2,88%) și rusă (1,22%).